# Gonypetidae
Gonypetidae (лат.) — семейство богомолов распространенных преимущественно в тропической Азии. Насчитывает 26 родов по состоянию на 2019 год.
Мелкие богомолы, передние бедра самцов обычно более темные, чем у самок.

## Таксономия
Название было создано Вествудом и было возрождено в рамках серьезного пересмотра таксономии богомолов; сюда перенесено подсемейство Iridopteryginae из устаревшего семейства Iridopterygidae. Gonypetinae включает азиатские роды, перенесенные из устаревших таксонов Amelinae и Liturgusidae.
Новое размещение находится в надсемействе Gonypetoidea (группы Cernomantodea) и инфраотряде Schizomantodea. Представители этого семейства были зарегистрированы от Северо-Восточной Африки, Ближнего Востока, Индии, Индокитая , Малезии до Новой Гвинеи.

## Классификация
The Mantodea Species File указывает два подсемейства:

### Gonypetinae
- триба Armenini
  - Armene Stal, 1877
- триба Gonypetini
  - подтриба Compsomantina
    - Compsomantis Saussure, 1872

  - подтриба Gonypetina
    - Bimantis Giglio-Tos, 1915
    - Dimantis Giglio-Tos, 1915
    - Elaea Stal, 1877
    - Elmantis Giglio-Tos, 1915
    - Gimantis Giglio-Tos, 1915
    - Gonypeta Saussure, 1869typus
    - Gonypetoides Beier, 1942
    - Memantis Giglio-Tos, 1915
    - Myrcinus Stal, 1877

  - подтриба Gonypetyllina
    - Armeniola Giglio-Tos, 1915
    - Gonypetyllis Wood-Mason, 1891
    - Holaptilon Beier, 1964

  - подтриба Humbertiellina
    - Humbertiella Saussure, 1869
    - Paratheopompa Schwarz & Ehrmann, 2017
    - Theopompa Stal, 1877

### Iridopteryginae
- триба Amantini
  - Amantis Giglio-Tos, 1915
- триба Iridopterygini
  - подтриба Iridopterygina
    - Hapalopeza Stal, 1877
    - Hapalopezella Giglio-Tos, 1915
    - Iridopteryx Saussure, 1869
    - Micromantis Saussure, 1870
    - Muscimantis Henry, 1931
    - Pezomantis Uvarov, 1927
    - Spilomantis Giglio-Tos, 1915

  - подтриба Tricondylomimina
    - Tricondylomimus Chopard, 1930

## Галерея

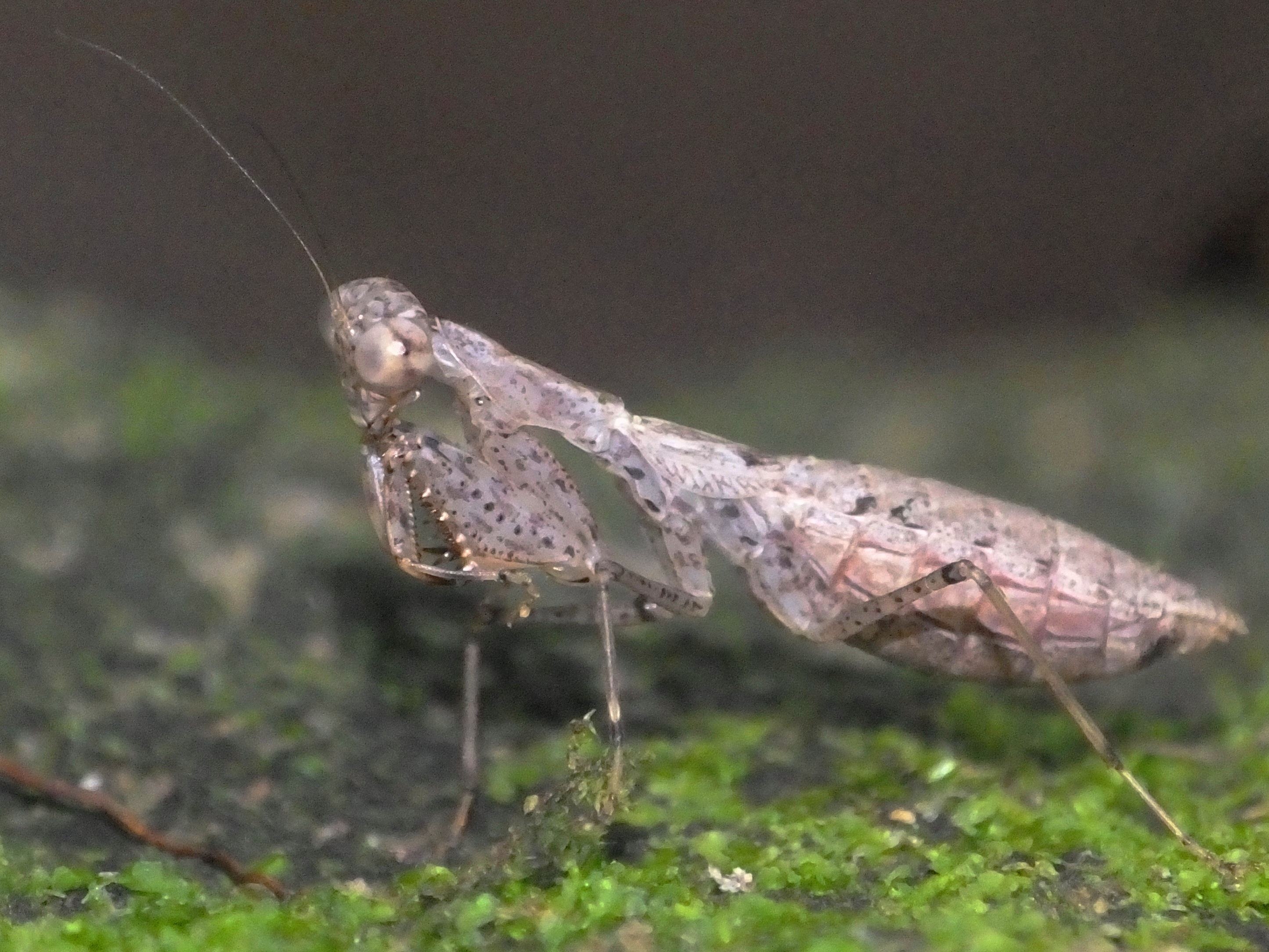
Amantis nawai, Тайвань
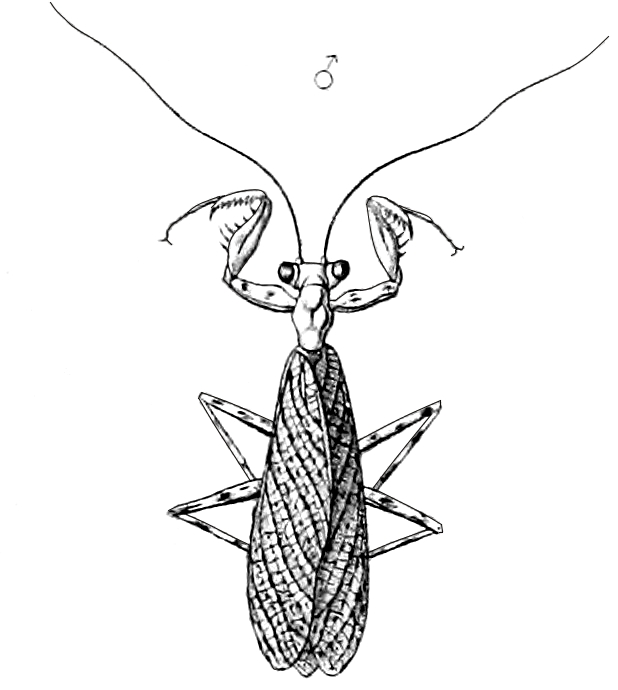
Gimantis authaemon
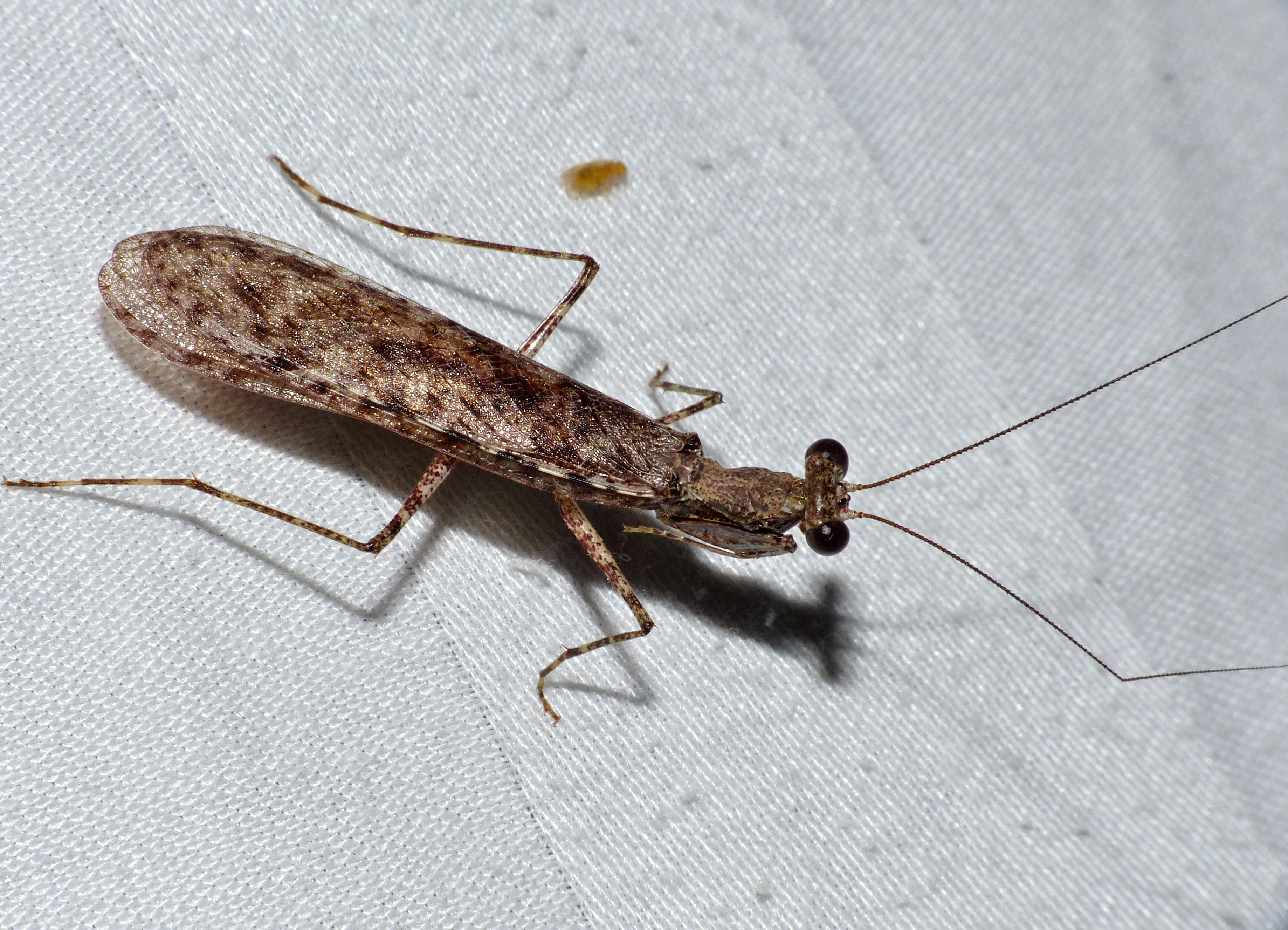
Gimantis insularis, Саравак
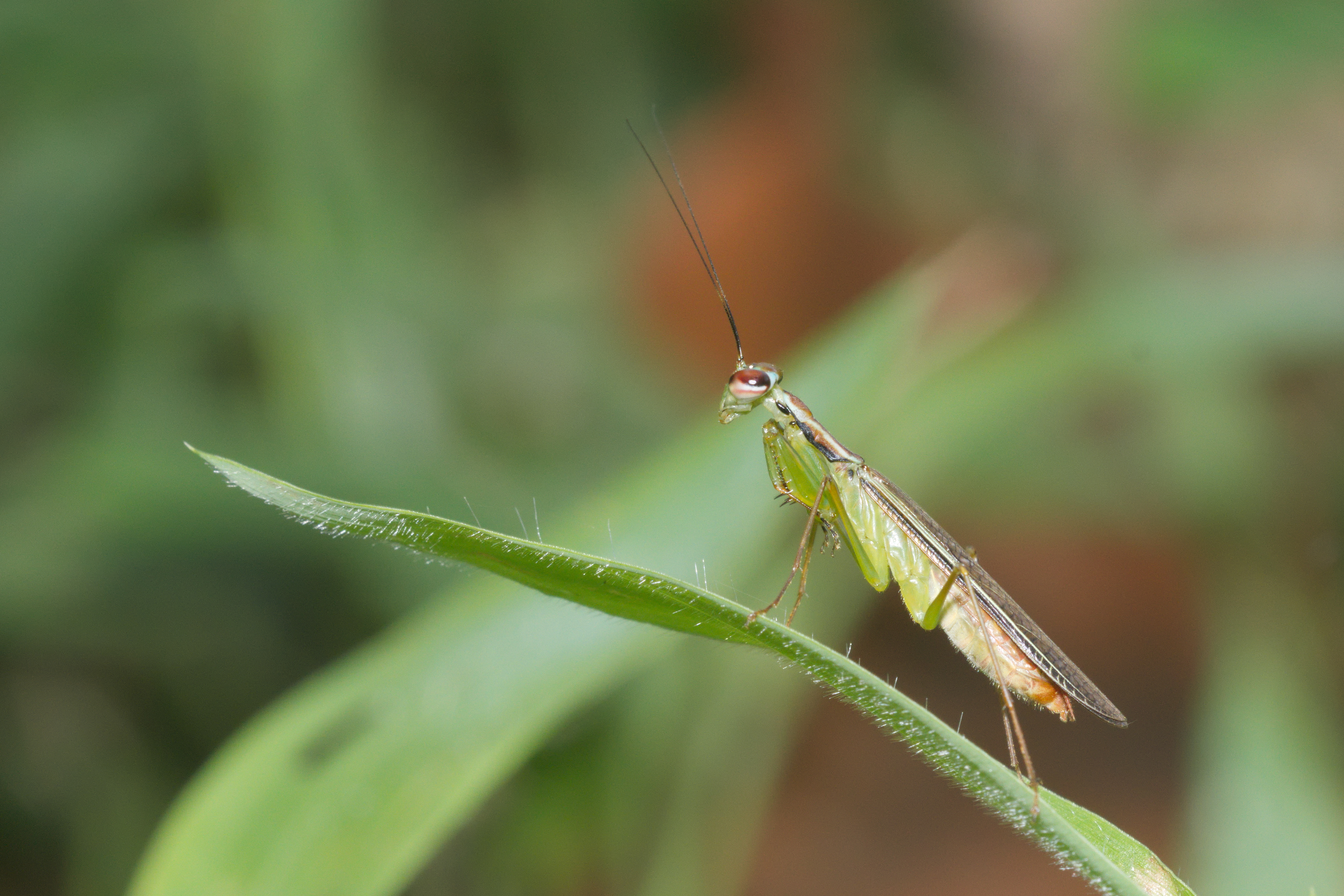
Hapalopeza nilgirica, Индия
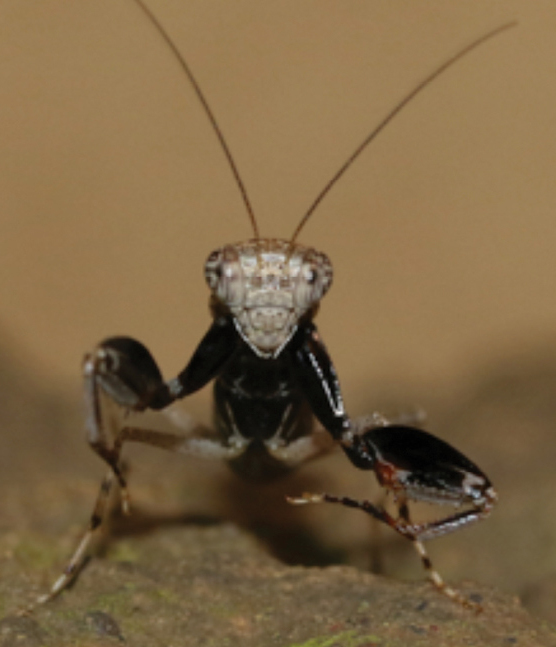
Holaptilon brevipugilis, Иран
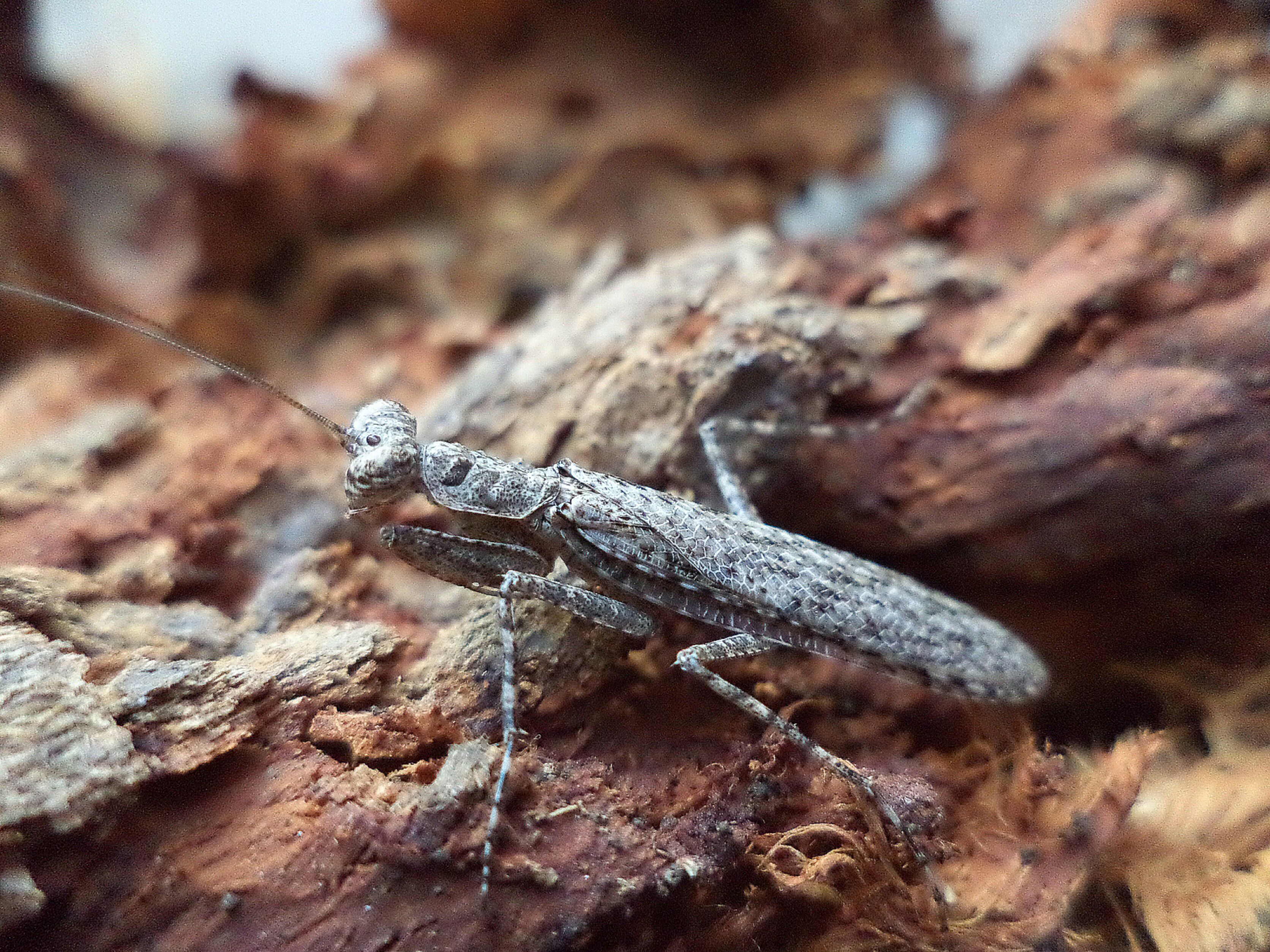
Humbertiella similis, Индия
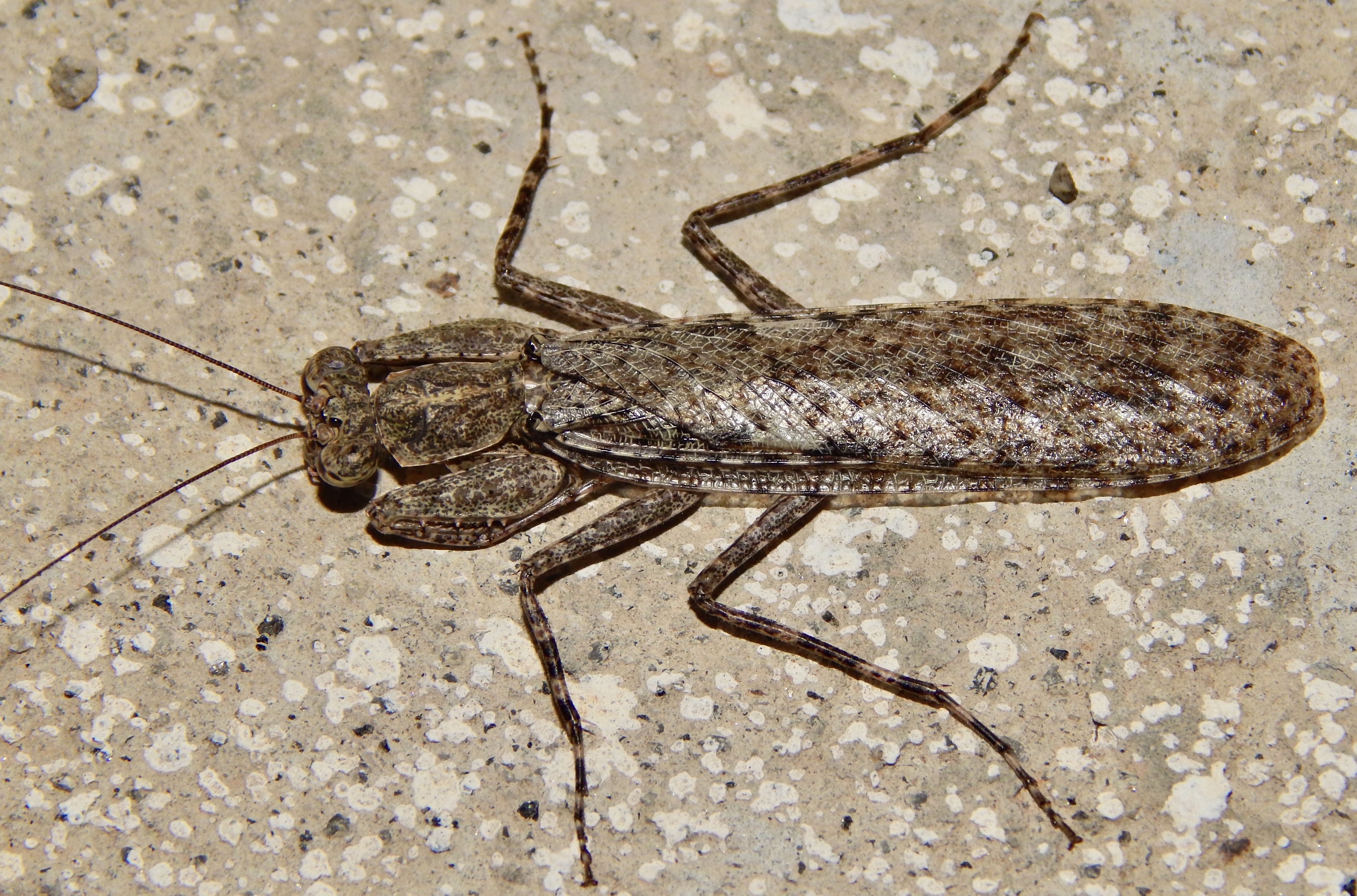
Humbertiella ceylonica, Индия
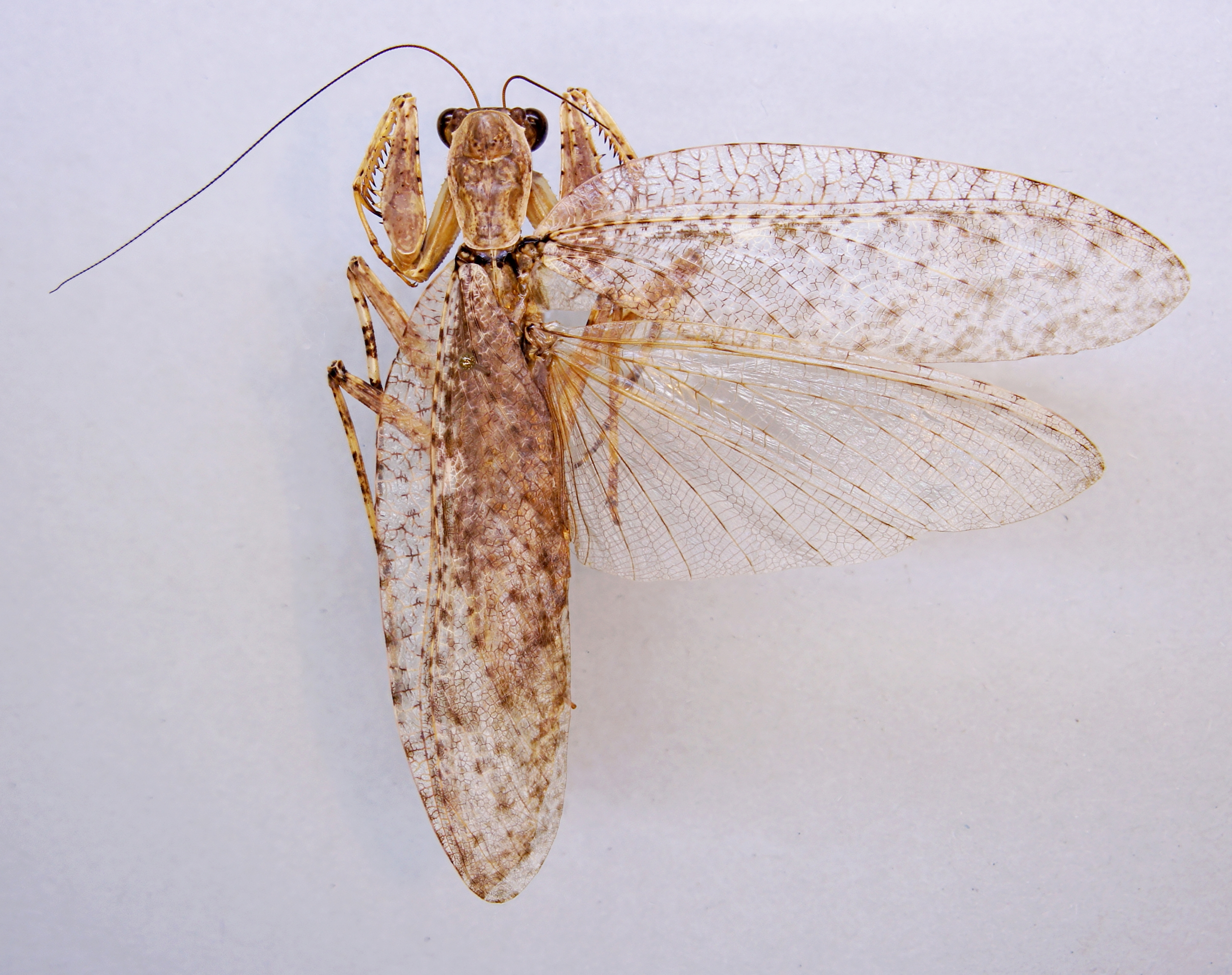
Theopompa borneana, Малайзия
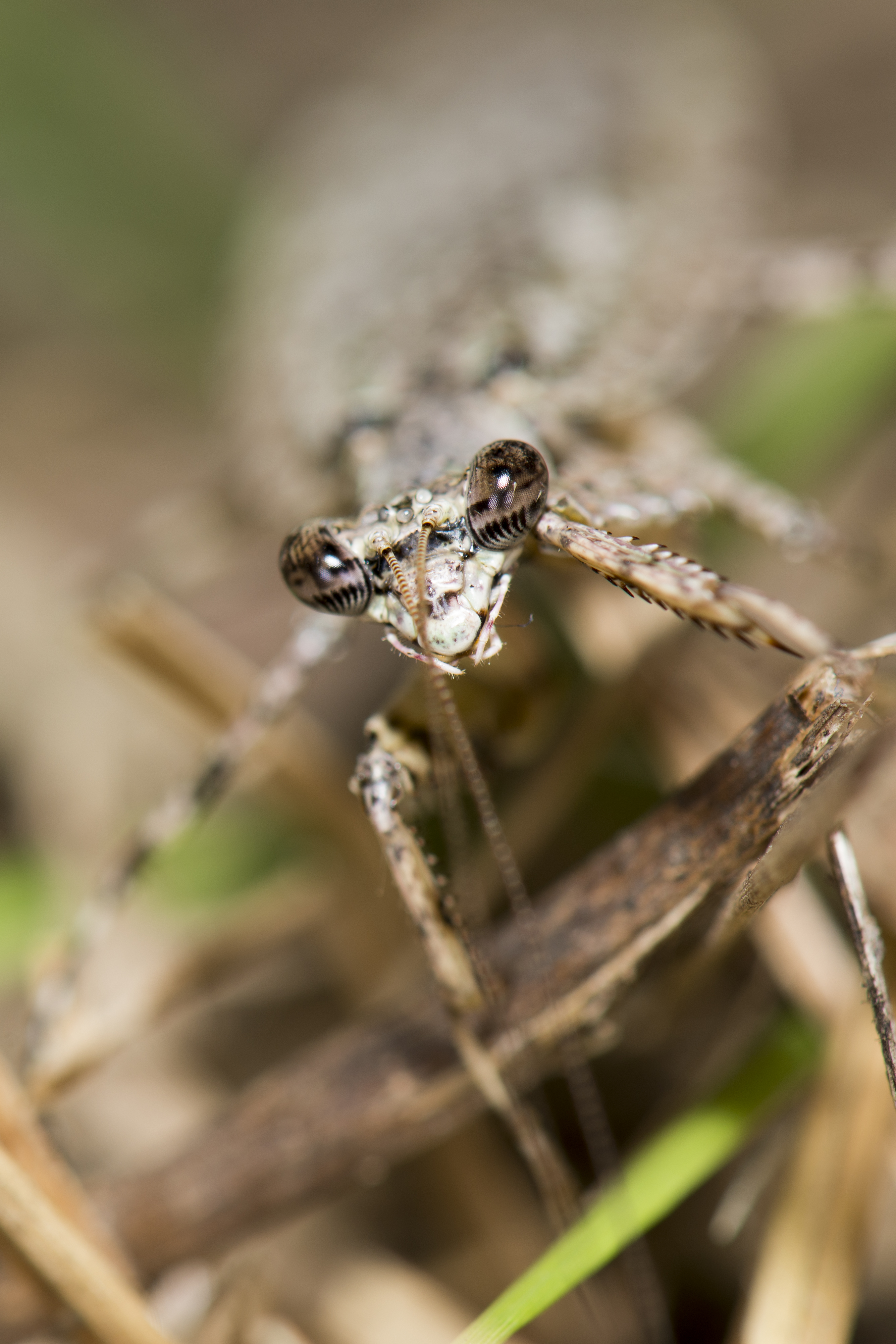
Theopompa ophthalmica, Тайвань
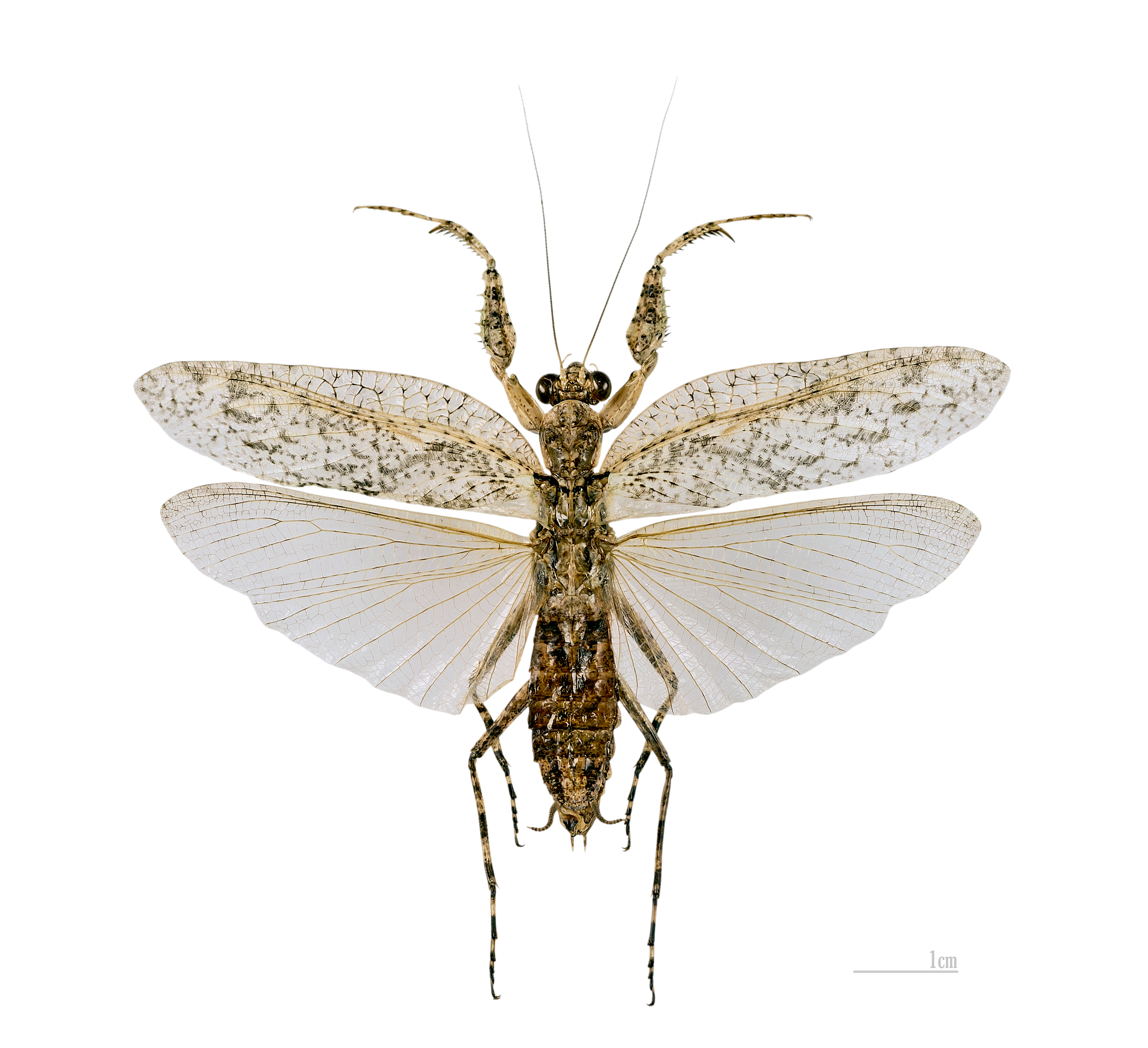
Theopompa servillei, Ява